# Мартиросян, Вероника Игоревна
Вероника Игоревна Мартиросян (в девичестве Дорошева, род. 4 марта 1991, Москва) — российская профессиональная баскетболистка, выступающая за баскетбольный клуб «Спартак» (Ногинск).

## Карьера
Родилась 4 марта 1991 года в Москве. Баскетболом занимается с 10 лет.
С 15 лет играла за молодёжную команду московского «Динамо».
В 2009 году перешла в основную команду «Динамо» (Москва), где в 2013 и 2014 году стала чемпионкой Кубка Европы.
Летом 2016 года подписала контракт с «Динамо» (Курск).
В мае 2017 года было объявлено о переходе Вероники Дорошевой в Новосибирское «Динамо».

## Сборная России
Вероника играла за студенческие и молодёжные сборные России. В сезоне 2013/2014 года была вызвана в основную сборную России.

## Достижения
- Чемпион молодёжного Чемпионата Европы[2].
- Серебряный призёр Универсиады-2013 в составе студенческой сборной России[2].
- Чемпион Евролиги: 2017
- Обладатель Кубка Европы ФИБА (2): 2012/2013, 2013/2014
- Серебряный призёр чемпионата России: 2017